# バージニア権利章典

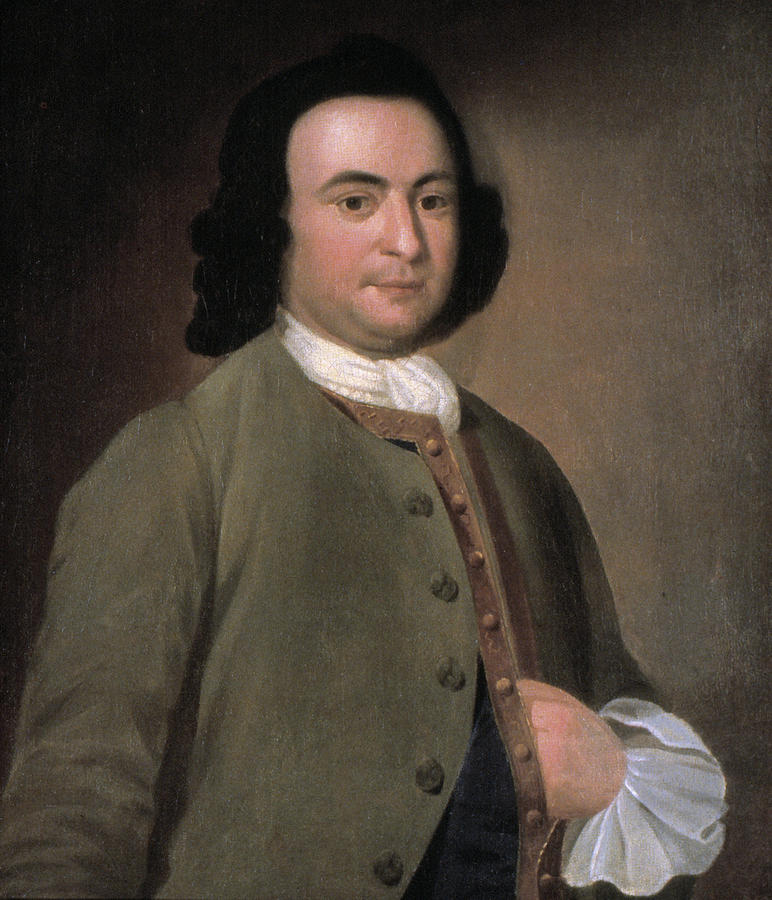
ジョージ・メイソンがバージニア権利章典の主要な著者であった

バージニア権利章典（バージニアけんりしょうてん、英：Virginia Bill of Rights）は、1776年に起草された文書であり、不相当な政府に対する反逆の権利を含み、人間に本来備わっている自然権を初めて宣言したもの。バージニア権利宣言（Virginia Declaration of Rights）とも呼ばれる。この章典は1776年6月12日のバージニア会議で全会一致で採択されたものであり、6月29日に採択されたバージニア憲法とは別の文書である。後にバージニア州憲法に第1条として組み入れられ、いくらか最新の形にしたものがバージニア憲法に入っており、今日でも法的に有効である。この章典は後の多くの文書に影響を与えた。例えば、1776年のアメリカ独立宣言、1789年のアメリカ権利章典、および1789年のフランス革命における人間と市民の権利の宣言があげられる。
バージニア権利章典は当初、1776年5月20日頃から5月26日にジョージ・メイソンによって起こされ、後にトマス・ルドウェル・リーと会議によって政府を作る権利に付いて第13節を加えて修正された。メイソンは1689年のイギリス権利の章典のようなそれ以前にあったものに記述された市民の権利に基づいて草稿を書いており、この章典は北アメリカ市民にとって初めて近代憲法で個々の権利を保護したと考えられる。イギリス権利章典に書かれている議会と貴族院の議員のような特権的政治階級や世襲の役職という概念は拒否した。
この章典は「政府の根拠と基礎として〔…〕バージニアの人民に付随する」権利を主題として16か条から構成されている。生命、自由および財産の自然権について固有の性質を確認することに加え、人民に対する僕としての政府という考え方について述べ、また政府の権限に関して様々な制限を列挙している。

## 内容
第1条から第3条は、政府と統治される者の間の権利と関係を主題としている。第1条は「すべて人は生来ひとしく自由かつ独立しており、一定の生来の〔…〕奪うことのできない権利を有する。すなわち、財産を所得所有し、幸福と安寧とを追求獲得する手段を伴って、生命と自由とを享受する」権利としており、これは後にアメリカ独立宣言の第1節に取り入れられて国際的に有名となった。アメリカ独立宣言は「われわれは、自明の真理として、すべての人は平等に造られ、造物主によって、一定の奪いがたい天賦の権利を付与され、そのなかに生命、自由および幸福の追求の含まれることを信じる。」としている。
第2条と第3条は革命の概念を記しており、「すべて権力は人民に存し、したがって人民に由来するものである。」とし、「いかなる政府でも、それがこれらの目的に反するか、あるいは不じゅうぶんであることがみとめられた場合には、社会の多数のものは、その政府を改良し、変改し、あるいは廃止する権利を有する。この権利は疑う余地のない、人に譲ることのできない、また棄てることのできないものである。ただし、この権利の行使方法は公共の福祉に最もよく貢献し得ると判断されるものでなければならない。」とした。この後半はバージニアの人民がイギリス帝国に対して革命を起こすことができる権利を有効に主張した。
第4条は全ての市民の平等を主張し、特権的政治階級や世襲的役職という考え方を拒否し、イギリスの貴族院や貴族の特権のような制度を批判している。「いかなる個人、また個人の集団も、公職の報酬としての他に、社会から独占的ないし別箇の報酬、あるいは特権をうける権利はない。またそのような公職は相続され得るものではなく、行政官、立法部議員、判事の職は世襲的であってはならない。」
第5条と第6条は権力の分離の原則と、行政官と立法部議員の「一定にしてかつ正規で」自由な選挙を「しばしば行うこと」を薦めている。「国家の立法権および行政権は、司法権から分離かつ区別されなければならない。2つの部の構成員は〔…〕一定にしてかつ正規な選挙をしばしば行うことで〔…〕一定の期間、私人としての地位に復帰せしめ、選出団体にもどさなければならない。」
第7条から第16条では、政府の権限を制限することを提案し、「人民の代表の同意なくして」政府は法律を停止したり執行したりする権限を持つべきではないと宣言している。「訴追者および証人と対面し、自己に有利な証拠を要求し、また近隣の公平なる陪審員による迅速なる公判を受け」る法的な権利を確立し、また「何人も自己に不利な証拠の提出を強制される」ことを妨げている。また「残虐で異常な刑罰」および根拠の無い捜索や逮捕に対して保護し、陪審員による裁判、言論出版の自由、信教の自由（すべて人は自由に宗教を信仰する平等の権利を有する）を補償し、武器の訓練をうけた人民の団体よりなる規律正しい民兵に依存する「自由な国家の適当にして安全なる護り」があり、平時における常備軍は自由にとり危険なものとして避けなければならない、とした。

## 本文
以下はバージニア権利章典の全文である。
第1条　全ての人は生まれながらにして等しく自由で独立しており、一定の生来の権利を有している。それらの権利は、人々が社会のある状態に加わったときに、いかなる盟約によっても、人々の子孫に与えないでおいたり、彼らから奪うことはできない。すなわち、財産を獲得して所有し、幸福と安全を追求し獲得する手段と共に生命と自由を享受する権利である。
第2条　あらゆる権力は人民に与えられそれ故に人民から得られる。行政官は人民の被信託者であり僕であって、常に人民に従うものである。
第3条　政府は人民、国家あるいは社会の共通の利益、保護および安全のために制度化されるものであり、あるいはされるべきである。様々な様式や形態の政府の中でも、最大限の幸福と安全を生み出すことができ、悪政の危険に対して最も効果的に防御されているのが最善である。いかなる政府もこれらの目的について不適切であるとか反していると認められたときには、公共の福祉に最も資すると判断される方法で、政府を改革し、置き換え、あるいは廃止する疑いも無く、不可分で剥奪できない権利を社会の多数派が持っている。
第4条　いかなる人も、あるいは人の集団も、公的な務めと考えられるものを除いて、社会から排他的あるいは別の報酬あるいは特権を付与されることはない。その公的な務めは子孫に伝えられるものではなく、行政官、議員あるいは判事の職は世襲されてはならない。
第5条　国家の立法権と行政権は司法権から分離され区別されるべきである。立法部と行政部の構成員は人民の負担を感じ取りそれに参加することで抑圧から抑えられるかもしれないので、一定期間私的な位置付けに下げ、元々所属していた団体に戻すべきであり、その空席は、繰り返され、一定で規則的な選挙で補充されるべきである。この選挙で前の構成員の全部あるいは一部が再び選出されるかあるいは不適とされるかは、法律によって示されるべきである。
第6条　議会で人民の代表として使える議員の選挙は自由であるべきである。社会に対して恒久的で共通の利害を持ち、さらにそれに執着するという十分な証拠を持っている人全ては選挙権を有し、彼ら自身の同意あるいは選ばれた議員の同意無しに、公共の用途のために課税しあるいはその財産を奪われることがあってはならない。また同様な考え方で公共の利益のために同意しないいかなる法律によっても束縛されるべきではない。
第7条　人民の代表の同意無しに権威者によって法を停止したり、あるいは執行したりするあらゆる権限は人民の権利に対して有害であり実行されるべきではない。
第8条　あらゆる死刑に値するあるいは刑事上の告発において、人は告発者や承認に対面してその告訴の原因や性質を請求する権利がある。自分に有利な証拠を要求し、近隣の公平な陪審員による迅速な裁判を受け、その陪審員の全員一致の同意無くして有罪とは認められず、自分に不利な証拠を提供することを強制されない権利がある。いかなる人もその土地の法あるいは同輩の判断による以外でその自由を奪われることはない。
第9条　過大な保釈金は要求されるべきではなく、また過大な科料を科されるべきではない。残酷で異常な罰は科されるべきではない。
第10条　一般逮捕状はそれによっていかなる役人もあるいは伝達人も、それが行われたという事実の証拠無くして容疑有る場所を捜索し、あるいはその犯罪が特に説明されず証拠によって支持されていない有る人または名前の無い人々を逮捕するよう指示されるかもしれないが、これは悲痛であり抑圧的なので認められるべきではない。
第11条　財産に関する論争および人と人の訴訟においては、陪審員による古来からある裁判が如何なる者にも好ましく、神聖なものとされるべきである。
第12条　言論出版の自由は自由の最大の防波堤であり、専制的な政府による場合以外では制限することはできない。
第13条　武器の訓練を受けた人民の集団からなる規律正しい民兵は、自由な国家の適度で、当然で安全な守りである。平時における常備軍は自由に対して危険なものとして避けるべきである。あらゆる場合に民兵は文民の権力に厳格に従い支配されるべきである。
第14条　人民は統一した政府を持つ権利を有する。それ故にバージニア政府から分かれたあるいは独立したいかなる政府もその領域内に樹立されてはならない。
第15条　自由な政府あるいは自由の恩恵は、しっかりとした公正さ、中庸、質素および美徳への執着によって、および基本原理への繰り返し回帰によって以外、護りえない。
第16条　宗教、あるいは創造主に対する礼拝とその方法は武力や暴力によってではなく、理性や確信によって指示を与えられるものである。それゆえに全ての人は等しく良心の命じるままに従い、信教の自由をおびる権利を有する。他の者との間にキリスト教的自制、愛情および慈善を実行することは、あらゆる者の相互の義務である。

ジョージ・メイソンによって起草され、バージニア会議で1776年6月12日に採択された。

## 影響
この権利章典は後の文書に大きな影響を与えた。トーマス・ジェファーソンは、1ヵ月後（1776年7月）のアメリカ独立宣言を起草するときにこれから引用したと考えられている。ジェームズ・マディソンも、アメリカ権利の章典（1787年9月に完成、1789年承認）を起草するときに影響を受けており、同様にラファイエットは、フランス革命の人間と市民の権利の宣言を作成する時に影響された。
バージニア権利章典の重要性は、議会の構成員を護るよりも個々人の権利を初めて成文で護ったことであり、成立のときと同様に容易に変更できる単一の法ではなかったことである。